# Pegli
Pegli (Pêgi w dialekcie liguryjskim) – jedna z trzech dzielnic w gminie VII Ponente w prowincji Genua na jej zachodnim obrzeżu. Na wschodzie graniczy z dzielnicą Multedo, poprzez most na rzece Varenna, na zachodzie z dzielnicą Prà.
Dawniej była renomowaną miejscowością uzdrowiskową ze względu na specyficzną strefę klimatyczną. Obecnie, przynajmniej w części udało się utrzymać jej turystyczne powołanie, dzięki temu, że nie poniosła zbyt dużych konsekwencji industrializacji. Turystom oferuje nienaruszoną w swoim wyglądzie, starą wioskę rybacką; ogromne tereny parkowe, które dzięki łagodnemu klimatowi, swoją zieleń i piękno zachowują przez cały rok; liczne wille i muzea dla miłośników sztuki i kultury.
Pegli jest miejscem narodzin papieża Benedykta XV oraz włoskiego piosenkarza, kompozytora i autora tekstów – Fabrizia De André.
VII Ponente to gmina Genui, w której skład wchodzi dzielnica Pegli. W wyniku decentralizacji komunalnej w 2007 roku została włączona w jej granice administracyjne wraz z dzielnicami Voltri i Prà.
Dzielnicę Pegli natomiast powiększono o „Pegli historyczne” i „Castelluccio” (na zachodzie); dzielnicę Multedo na wschodzie oraz wsie: Granara, Carpenara i San Carlo di Cese, położone w dolinie wzdłuż rzeki Varenna. Wszystkie razem liczą 27 395 mieszkańców (na 31 grudnia 2010).

## Charakterystyka
Klimat Pegli według statystyk jest uważany za jeden z najcieplejszych w Ligurii. Z dzielnicami „Quinto” i „Nervi” posiada najłagodniejszą zimową pogodę w całej Genui, ze względu na bliskość morza oraz wysokich gór, które chronią przed gwałtownym wiatrem z północy zwanym tramontana.
W miesiącach od grudnia do lutego, idealny mikroklimat wynika głównie z oferowanego miastu zabezpieczenia, przez skupisko górskie Monte Panello, które sięga tysiąca metrów wysokości, w odległości zaledwie kilku kilometrów od wybrzeża. Osłania miasto od północnych wiatrów, które schodząc południowym stokiem wzniesienia, ogrzewają się w wyniku procesu przemiany adiabatycznej w atmosferze.
Na całej długości wybrzeża (Wybrzeże Pegli) rozciąga się stara wioska rybacka od rzeki Varenna do „Pałacu Papieża”, dalej przez ponad dwa kilometry można podziwiać ciąg historycznych zabudowań w otoczeniu wielowiekowych domów rybackich, średniowieczne ruiny, eleganckie XIX wieczne kamienice. Wokół centralnego placu miasta „Porticciolo” do ulicy Carloforte rozpościera się stare miasto. Uroczy, wąski pasaż, przerywany dwoma małymi placykami prowadzi do „Kamienicy Papieża”.
Na wszystkich wzgórzach Pegli, zauważamy obecność secesyjnych willi, powstałych jako domy letniego lub całorocznego pobytu, zbudowane pomiędzy XIX a XX wiekiem.

## Emigracja z Pegli
W minionych wiekach, wielu mieszkańców Pegli emigrowało do innych krajów. Zdecydowanie najważniejszą emigracją, była ta w 1540 roku na wyspę Tabarca w Tunezji, zakończona kolonizacją w I połowie XIX wieku, na dwóch niezamieszkanych wyspach na Sardynii, gdzie powstały miejscowości Carloforte i Calasetta. Po upływie tak długiego czasu, w miejscach tych ludność ma jednak głębokie liguryjskie konotacje. W mowie posługują się dialektem bardzo podobnym do genueńskiego z wpływami języka Sardynii i niektórymi określeniami arabsko-tunezyjskimi, dziedzictwem emigracji na Tabarce.

## Pegli, Tabarca i Carloforte

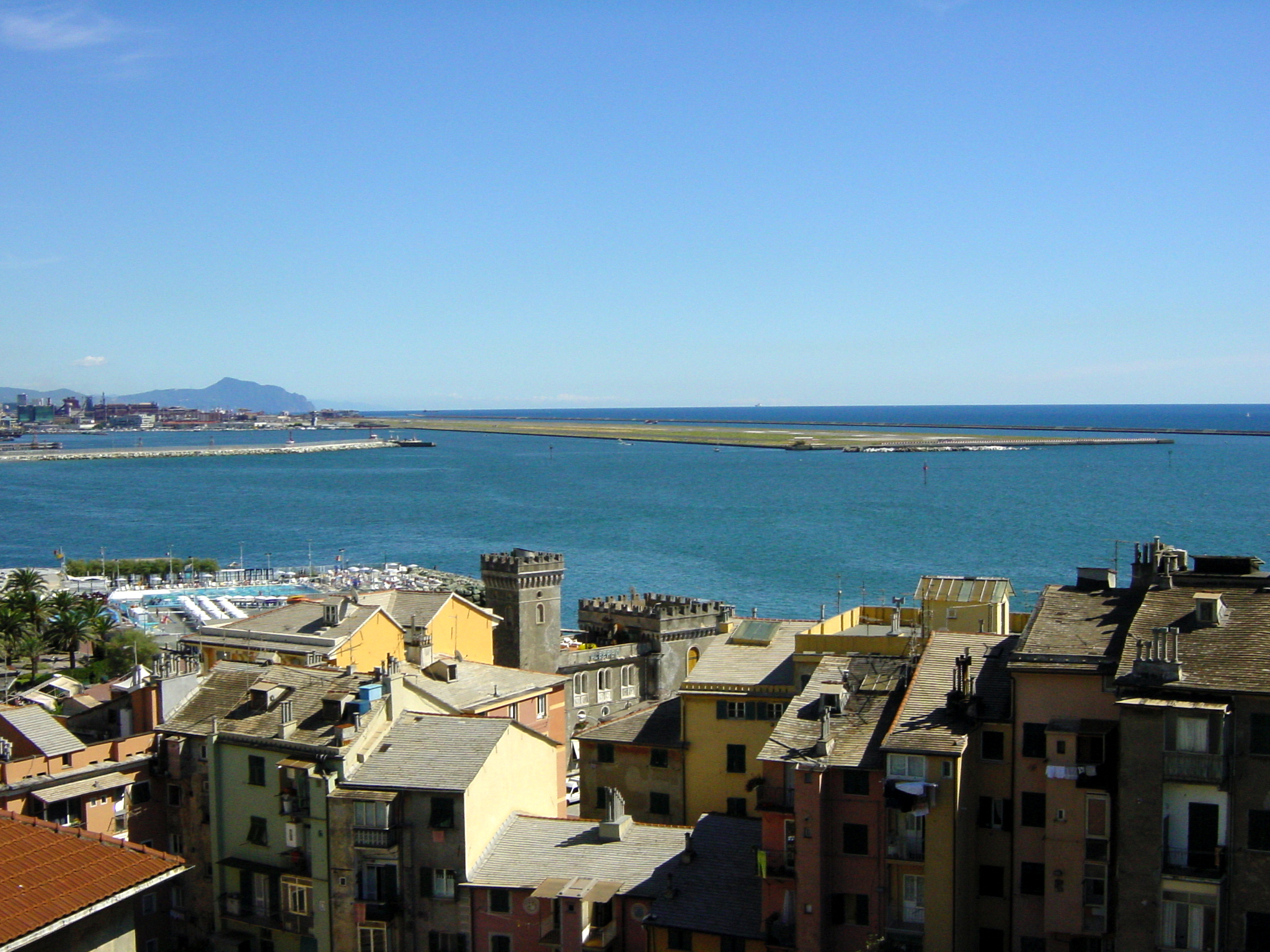
Starówka Pagli i Zamek Miramare

Emigranci z Pegli zajmowali małe kolonie na Korsyce, Sardynii, Sycylii, w Aleksandrii w Egipcie, w Prowansji, Katalonii na wyspach basenu Morza Śródziemnego.
Historia kolonii na Tabarce rozpoczyna się w 1540 roku. Jednej z arystokratycznych rodzin Genui Lomellini, udaje się uzyskać od cesarza Karola V, pozwolenie na użytkowania małej wysepki u wybrzeża Tunezji. Na wyspie miano się zająć połowem korala, który tam występował oraz ogólnie handlem.

### Tabarca
Usiłując skolonizować wyspę, Lomellini zachęcali do emigracji miejscową ludność, składającą się z prostych rybaków, otwartych na przygodę. Prawie trzysta rodzin, w sumie około tysiąca osób – wielu z nich było skazańcami – postanowiło wsiąść na statek i przenieść się na Tabarkę (1542 r.), małą, skalistą wyspę. Wielu z ludzi odebrało emigrację jako złagodzenie kary za przestępstwa popełnione w ojczyźnie.
Osadnicy wyłowiony koral sprzedawali Lomelliniemu za 4,50 lirów za funt, natomiast Lomellini sprzedawał do za 9,10 lirów/funt.
Spokój na wyspie zakłócali jednak nie bardzo gościnni sąsiedzi. Byli to muzułmanie i Francuzi, pierwsi specjalizowali się w piractwie i handlu niewolnikami; drudzy usiłowali okupić wyspę, aby pozbyć się niewygodnego konkurenta. Z drugiej strony wyspy Bejowie Tunisu i Algieru, kontynuowali łupienie osadników poprzez wymuszanie haraczy.
Inwazje piratów, spadek wydobycia korala z powodu intensywnej eksploatacji i nadmiar populacji powodują, że wysepka staje się za ciasna i mało atrakcyjna. W latach 1718 do 1729 wyspę użytkują hrabia Giacomo Durazzo i Giambattista Cambiaso, którzy podnajęli wyspę od Lomelliniego. Mimo wszystko bogactwo kolonii i jej znaczenie ciągle spadały a osadnicy zaczęli się rozglądać za innymi wysepkami na tej części Morza Śródziemnego.

### Carloforte
W 1736 roku Karol Emanuel III podjął decyzję o przeniesieniu kolonii z Tabarki na wyspę San Pietro, położoną w południowo-zachodniej Sardynii, prawie niezamieszkanej. Powodem tego manewru były trwające nadal konflikty z tunezyjską ludnością i wyczerpanie się zasobów korala. W porozumieniu z Vice królem Cagliari planuje się przybycie około tysiąca kolonistów (partiami), obiecując możliwość handlu koralem na warunkach jak za Lomelliniego.
W październiku 1737 roku Don Bernardo Genoves Y Cervillon otrzymuje tytuł markiza i nominację na lennika wyspy na mocy aktu lennego. Zatwierdza się także nazwę miejscowości Carloforte na cześć króla. Na wiosnę 1738 roku rozpoczynają się pierwsze transporty osadników w liczbie 86, przybyłych aby przygotować teren i zaplecze dla sukcesywnie przybywających rodzin. Ludzie przyzwyczajeni do poświęceń mają nadzieję na inne, lepsze życie. Nie tylko chcą zajmować się tradycyjnym zbieraniem korala, lecz również połowem tuńczyka, produkcją soli, rolnictwem a zwłaszcza budowaniem łodzi. Cieśle okrętowi z Carloforte uważani są za jednych z najlepszych na Morzu Śródziemnym. Kwitnąca gospodarka wyspy powoduje przybycie dużej grupy nowych emigrantów z Ligurii, przede wszystkim z Pegli, Sestri Ponente, Prà, z całej Genui. Następnie z Arenzano, Camogli, Rapallo, Santa Margherita Ligure oraz z regionu Kampanii (Ischia, Neapol, Torre del Greco) i z wyspy Ponza.
W międzyczasie sytuacja na Tabarce jest beznadziejna. Rodzina Lomellinich, świadoma faktu całkowitego upadku, postanawia zwrócić się w stronę Francuskiego imperium kolonialnego. Niezadowolony z takiego obrotu sprawy, bej Tunisu w 1741 roku, ośmioma szkunerami napada na wyspę, porywa notabli i pozostałych mieszkańców (ok. 900 osób), obrócił wszystko w ruinę a więźniów przetransportował na stały ląd z zamiarem sprzedaży jako niewolników lub wykupu. Karol Emanuel III z pomocą europejskiej szlachty, zapłacił okup w wysokości 50 tysięcy cekinów. Prawie wszyscy uwolnieni docierają do nowej ojczyzny w Carloforte. We wrześniu 1798 roku, Carloforte podzieliło los Tabarki, stając się przedmiotem napaści i przemocy nagłego ataku pirackiego, po raz kolejny zorganizowanego przez Beja Tunisu. Efektem tego napadu było pojmanie jako niewolników około 800 osób, a blisko tysiąc miało szczęście zbiec i znaleźć schronienie w większości na wyspach wzdłuż wybrzeża hiszpańskiego. Papież, Turcja, król Sardynii, Napoleon organizowali odrębnie, wykup nowych niewolników. Papież Pius VII, w roku 1798, bullą papieską przeznacza pewne środki na ten cel. W 1803 roku Wiktor Emanuel I sumą 360 tysięcy lirów, uwalnia wszystkich niewolników. Od tamtej pory ostatecznie na wyspie zapanował pokój. Nie każdy potomek „tabarkinów” znajduje się w Carloforte lub pobliskim Calasetta oraz w niewielkiej mierze w Sant’Antioco. Podczas wszystkich tych najazdów, okresów niewoli i kolejnych uwolnień, niektóre grupy osadników Tabarki schroniły się na niewielkiej hiszpańskiej wyspie u wybrzeża Alicante, którą przemianowano na Nueva Tabarca. Ta Tabarca nie pozostaje w kontakcie z Pegli i tym samym traci swoje tradycje kulturowe i językowe integrując się z Hiszpanami.

## Zabytki
W Pegli rezydowały dwie wpływowe, arystokratyczne rodziny Lomellini i Doria. Relacje tych rodów nie były przyjazne, wręcz wrogie, co spowodowało, że miasto podzielone było na dwie części. Ich dobra i majątki, kamienice, wille, pałace w wielu przypadkach przetrwały do dziś w prawie nienaruszonym stanie i obecnie są atrakcjami turystycznymi lub obiektami użytku publicznego:
- Villa Doria Centurione. Willa wybudowana około 1540 roku przez bankiera Adama Centurione. Posiada wnętrze zdobione freskami przez Lazzaro Tavarone i Nicolosio Granello, ozdobiona parkiem o przewadze dębów i sosen. Zbudowano sztuczne jezioro, w którego centrum znajduje się wyspa-amfiteatr, zaprojektowana przez Galeazzo Alessi. Następny właściciel willi, wnuk bankiera Giovanni Andrea Doria, przeprowadził rozbudowę willi i dobudował wieżę obserwacyjną. Willa pozostawała w rodzinie Doria aż do 1908 roku. Obecnie mieści Muzeum Marynarki.
- Palazzo Doria alla Marina. W 1585 roku Doria decyduje o budowie kamienicy naprzeciwko plaży i chce połączyć ją z willą Doria Centurione za pośrednictwem alei ocienionej pergolą. W latach 1860–1907 budynek był siedzibą hotelu „Gargini”, następnie w 1908 roku przeprowadzono rozbudowę, dobudowano dwie kondygnacje i utworzono lokale mieszkalne dla ludności Pegli[4][5].
- Villa Lomellini Rosa (Różowa willa) z XVII wieku.
- Villa Lomellini – Banfi z XVIII wieku.
- Palazzo Della Chiesa. Kamienica markiza Della Chiesa, powszechnie nazywana „Pałacem Papieża”. Według wielu źródeł tutaj urodził się Giacomo della Chiesa, przyszły papież Benedykt XV[6].
- Hotel Mediterranee dawniej pałac Lomellinich (XVI w.).
- Hotel Miramare lub Castello Chiozza (Zamek Chiozza).
- Villa Durazzo-Pallavicini (połowa XIX w.) z Muzeum Archeologii Liguryjskiej.
- Castello Vianson (Zamek Vianson) z 1907 roku.
- Castelluccio. Zamek wzniesiony co najmniej w XI wieku, przebudowany w XVII w. przez markiza Lomelliniego.
- Torre Cambiaso (Wieża Cambiaso) były klasztor braci pasjonistów.
- Chiesa Sant’Antonio abate (Kościół Św. Antoniego opata) z XVIII wieku.
- Oratorio, cimitero e chiesa di San Martino (Oratorium, cmentarz i kościół św. Martina – XIII i XVIII wiek).
- Villa Lomellini Rostan. Położona w dzielnicy Multedo tuż nad rzeką Varenna, zbudowana w latach 1564–1568 przez Angela Lomelliniego na terenach rodzinnych. Pod koniec XVIII wieku, w drodze dziedziczenia villa przechodzi na własność rodziny Rostan, następnie rodziny Reggio, obecnych właścicieli. Od 2005 roku jest siedzibą Genoa Cricket and Football Club.

## Motywy inspiracji malarskich
Każda kamienica i willa, każda mała lub większa droga prowadząca od wybrzeża, w kierunku wzgórz znajdujących się tuż za „plecami” miasta, oferują urozmaicenie terenu, pasma bogatej, wybujałej tropikalnej roślinności, potrafią pobudzić zapał twórczy niejednego artysty. Pobudzić wyobraźnię do stworzenia obrazu nadzwyczaj malowniczego, ożywionego palmami, drzewami pomarańczowymi i cytrusowymi, kameliami, wieloma rodzajami egzotycznych kwiatów. Piękno i różnorodność wybrzeża, częstotliwość pochylonych i zawieszonych nad wodą pagórków, zwieńczonych willami wśród sosen, cyprysów, wysokich drzew palmowych oraz zielonych gór to naturalne i bogate źródło inspiracji dla wielu malarzy.

## Galeria

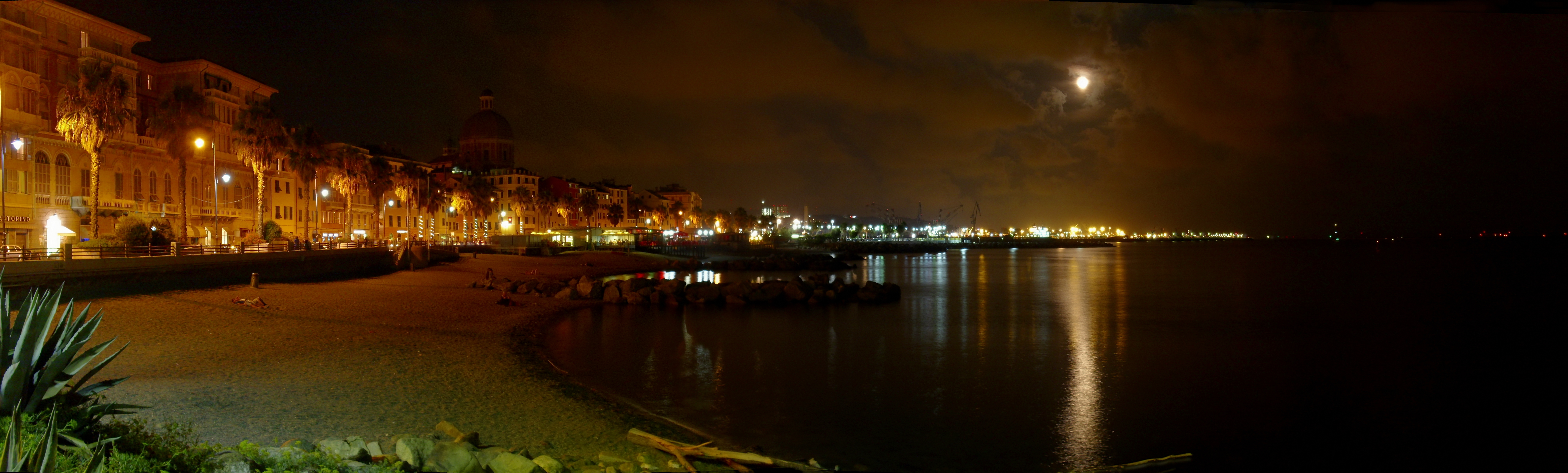
Pegli wieczorem
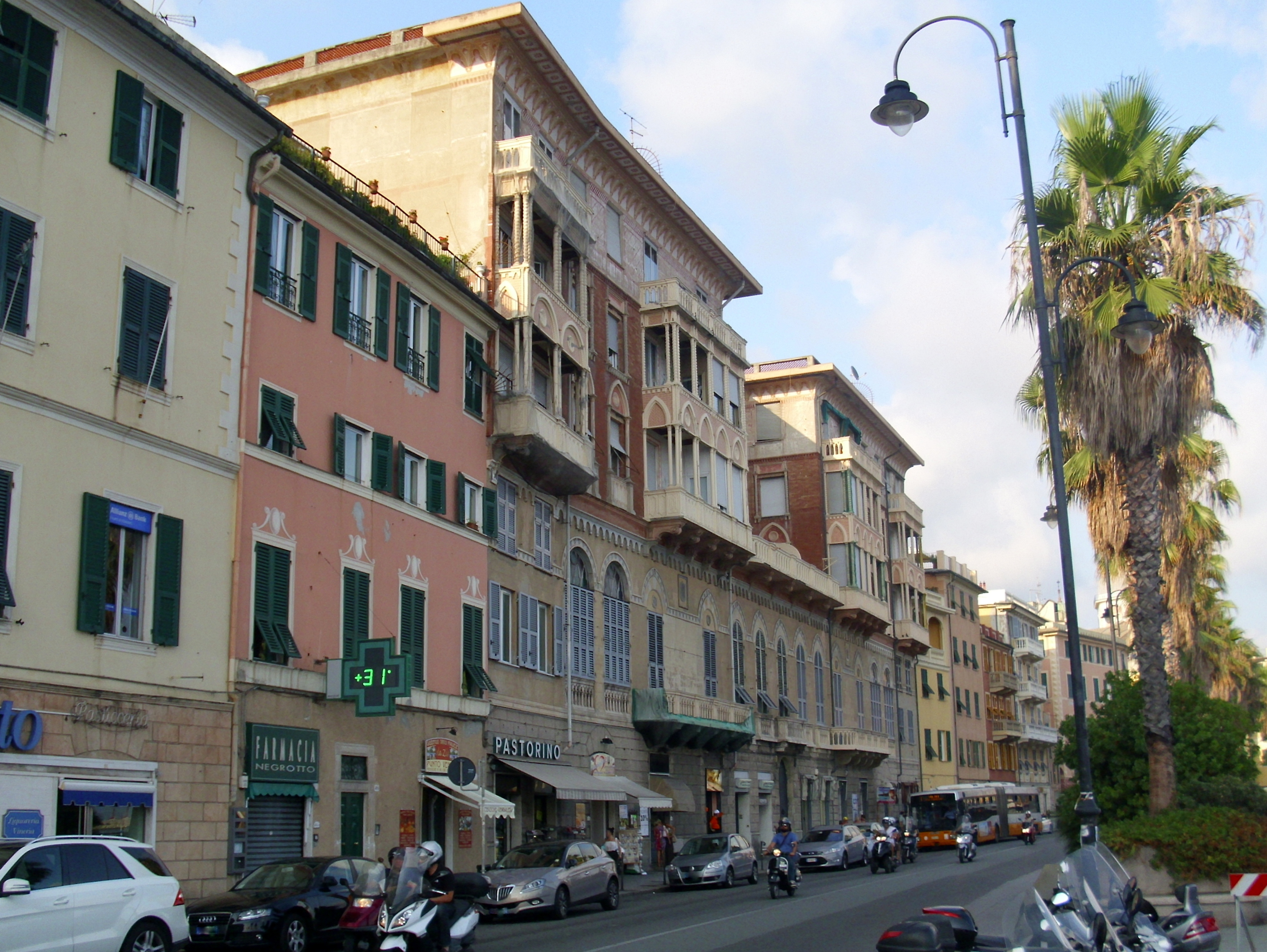
Kamienica Doria alla Marina przy plaży
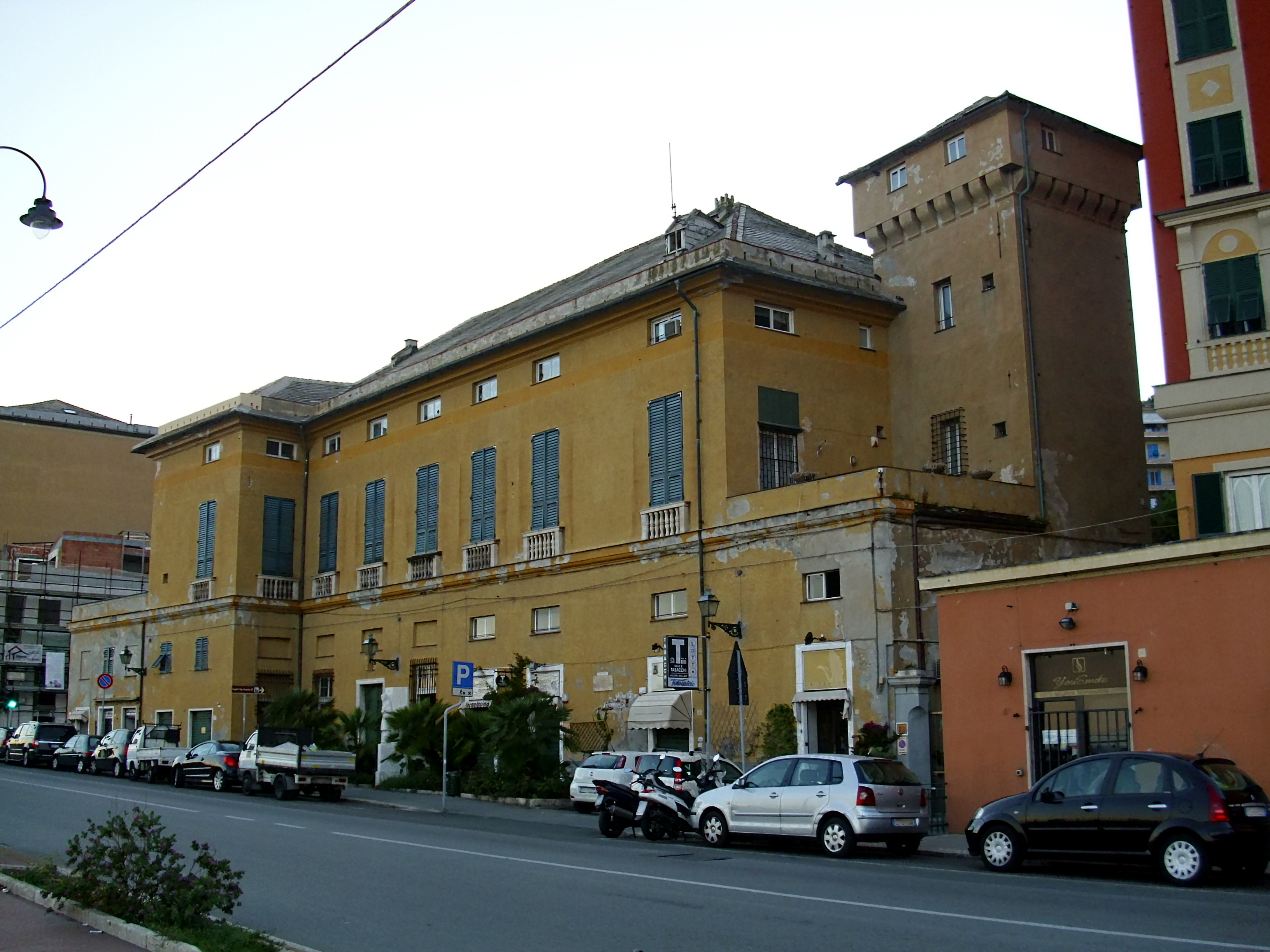
Kamienica rodziny Della Chiesa
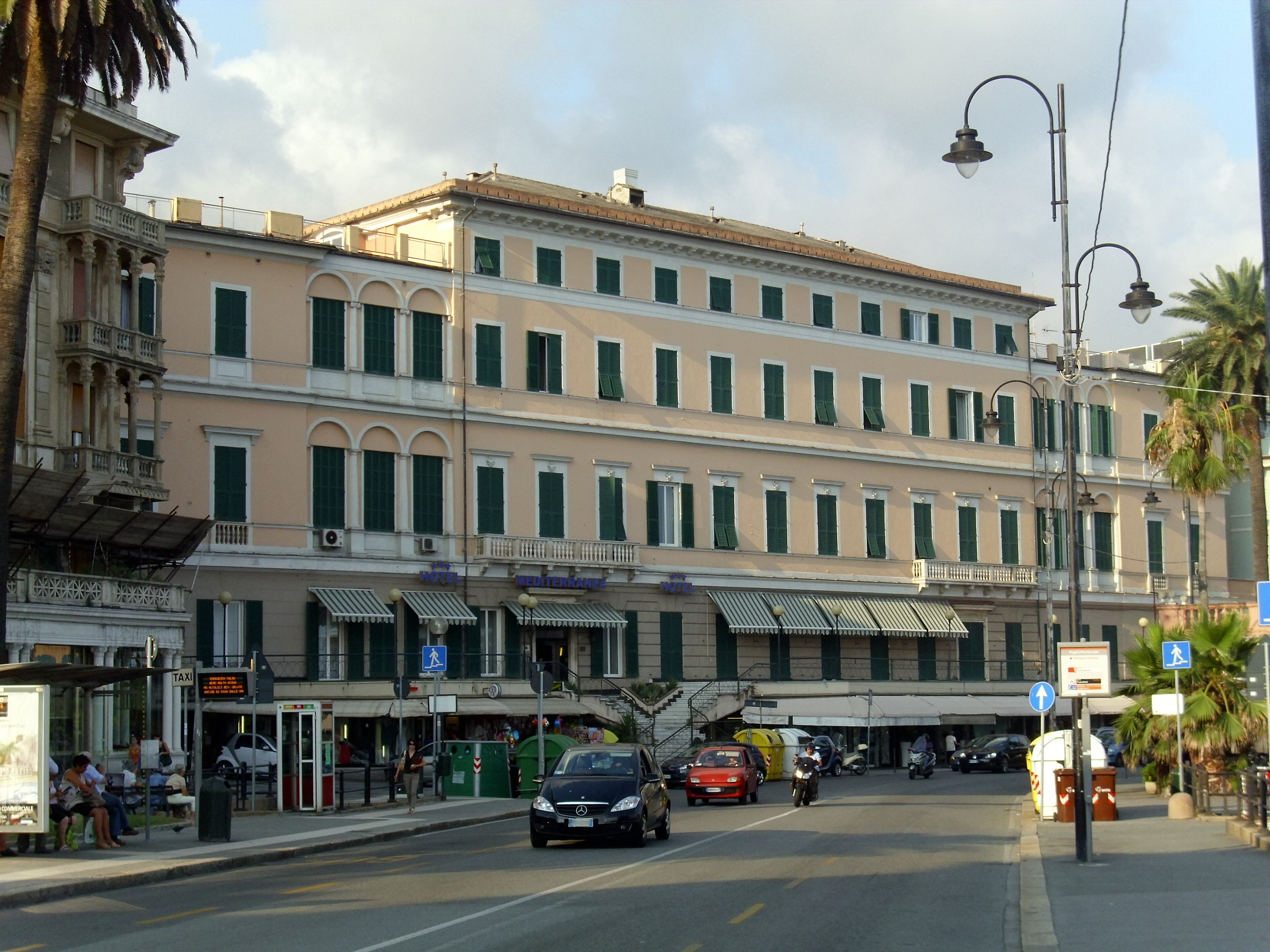
Pałac Lomellini-Hotel „Mediterrania”
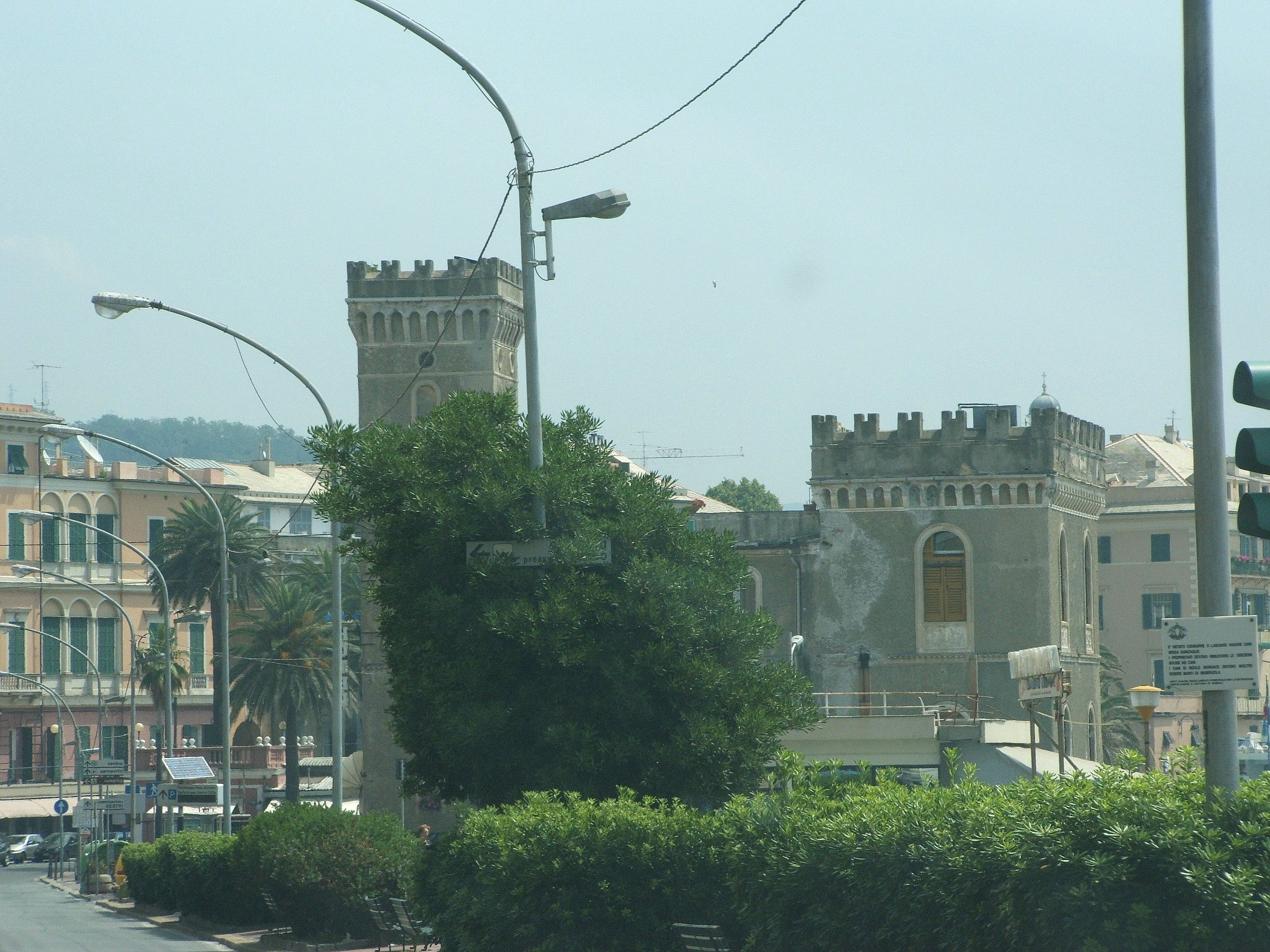
Zamek Chiozza-Hotel „Miramare”
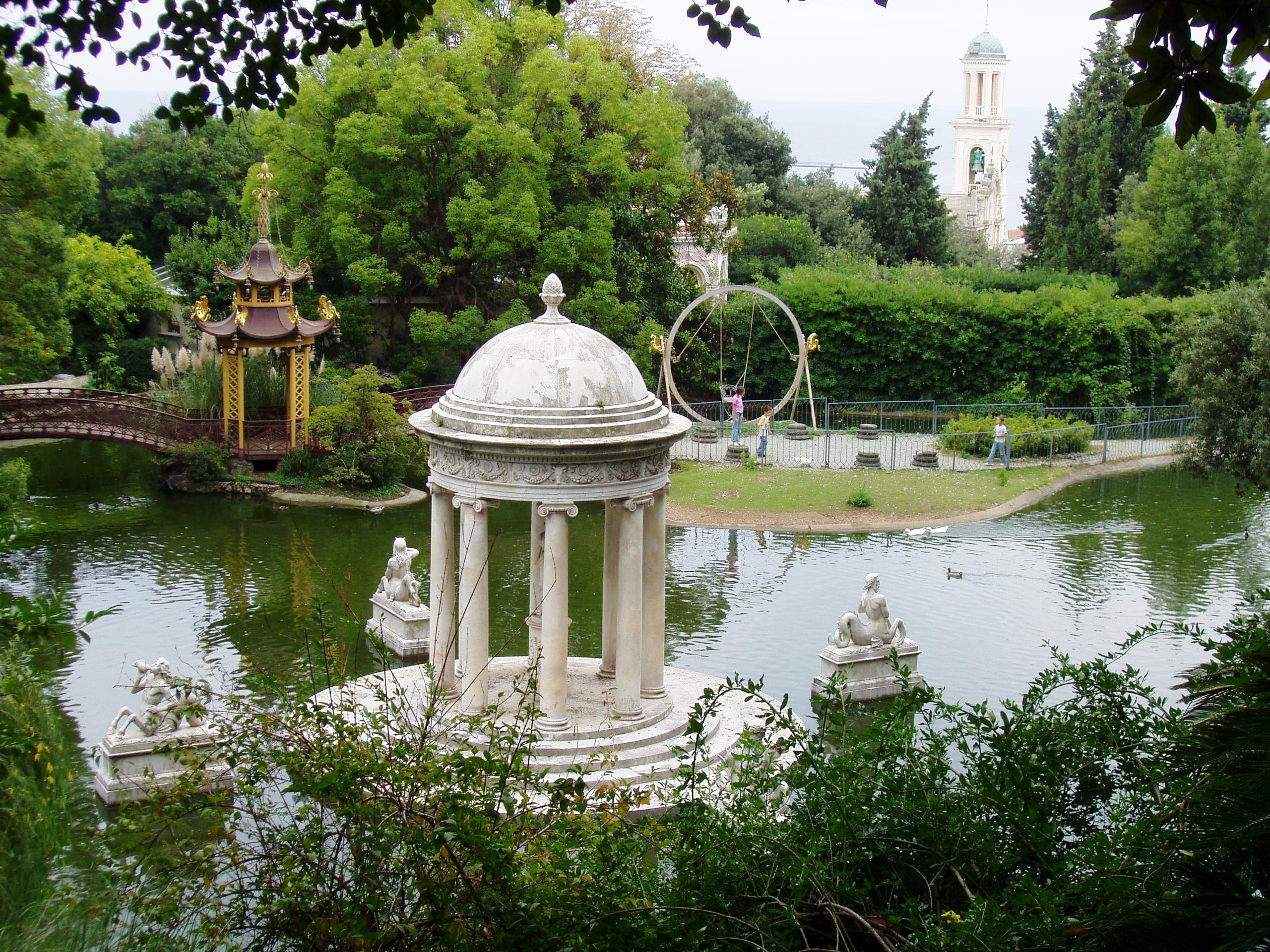
Willa Durazzo-Pallavicini. Park
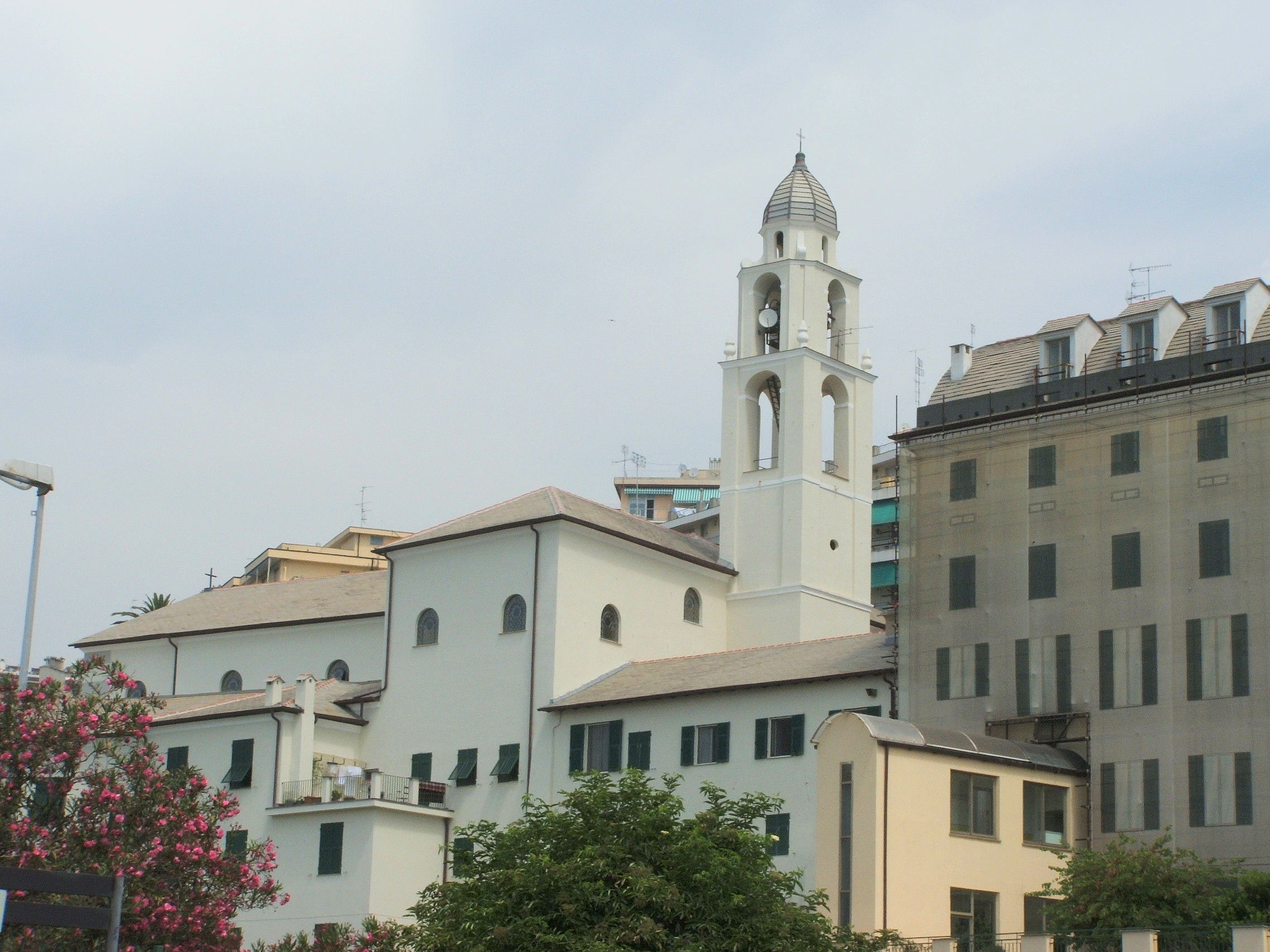
Kościół Sant’Antonio abate
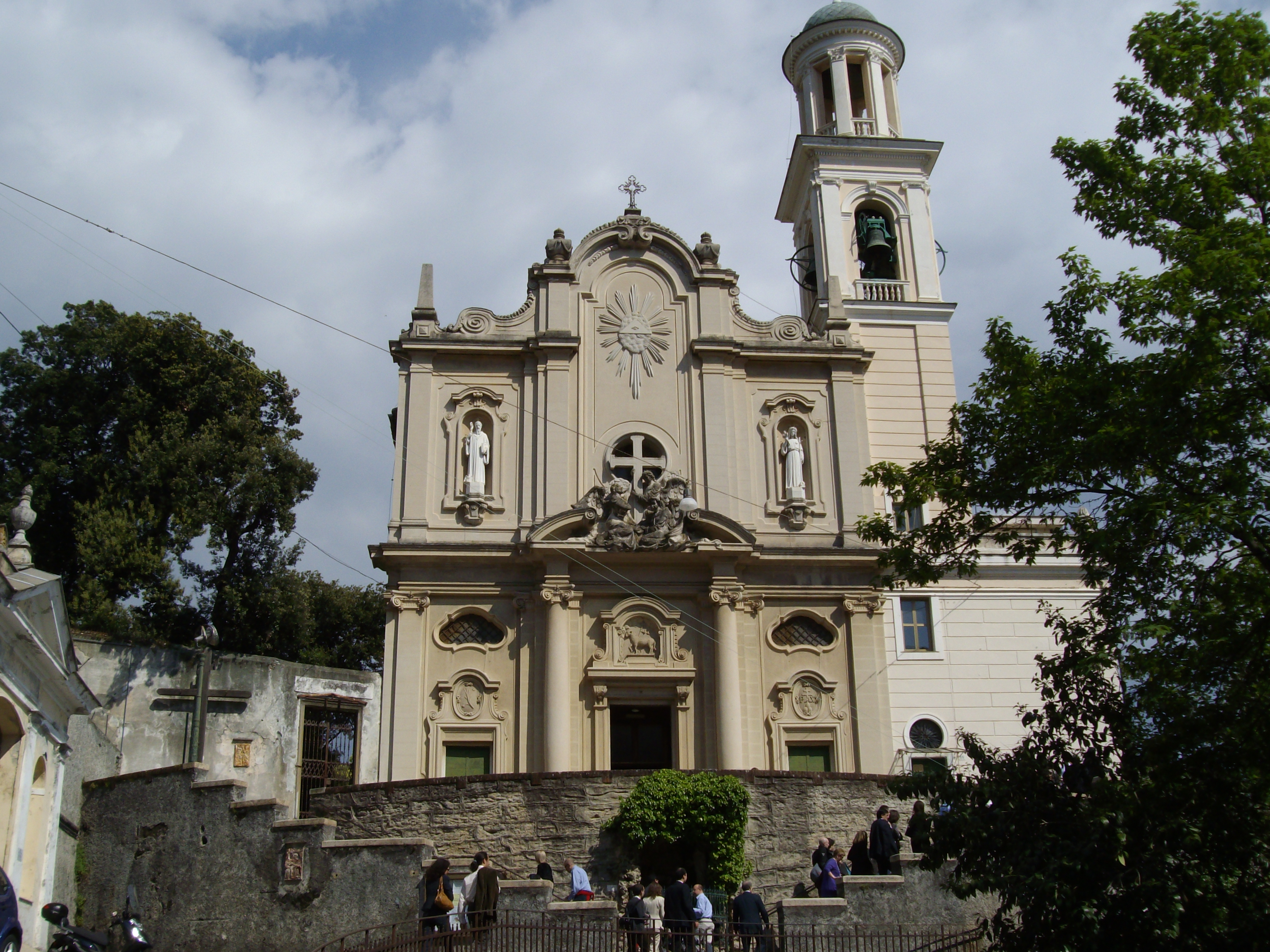
Kościół San Martino
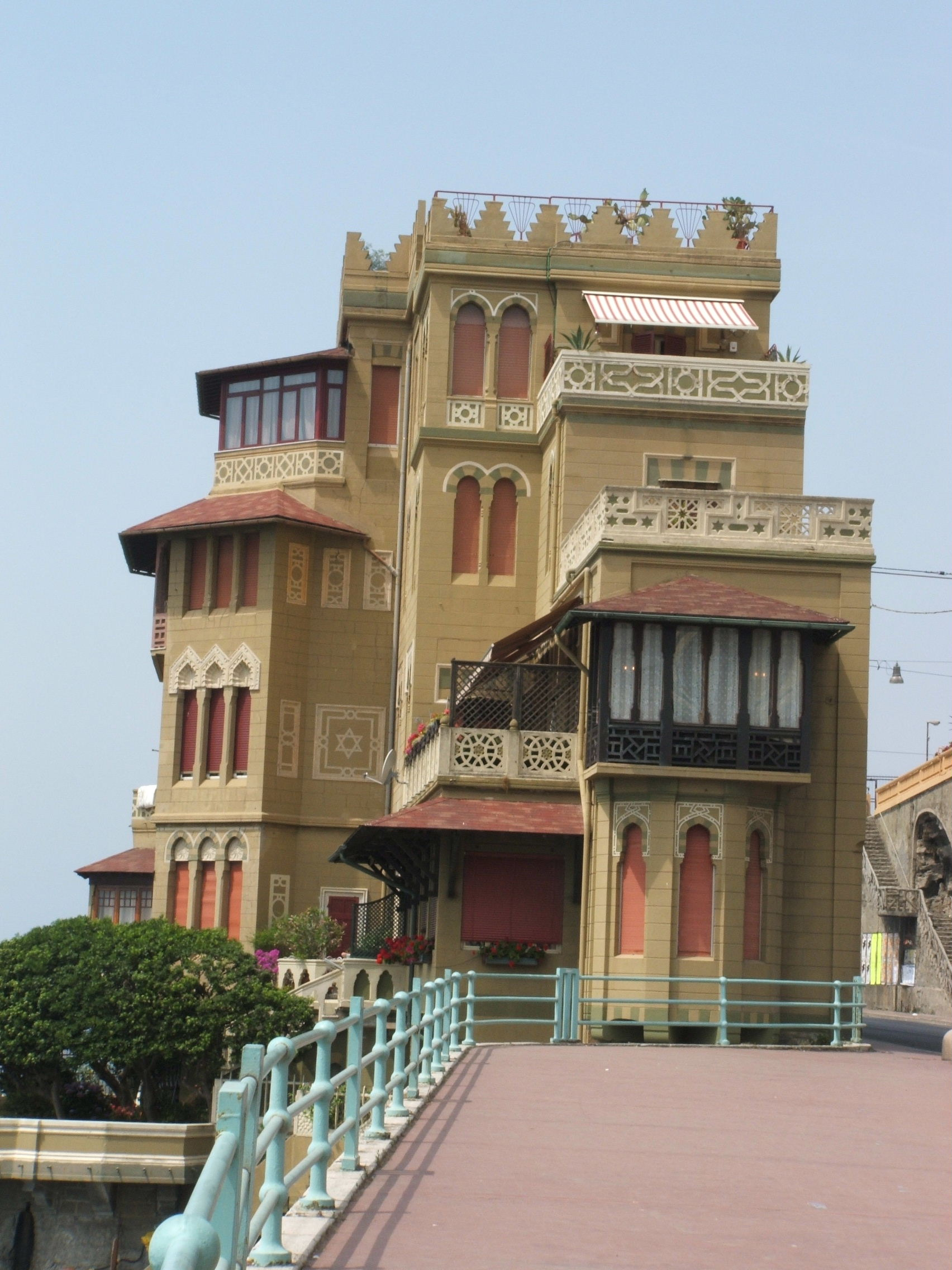
Zamek Vianson
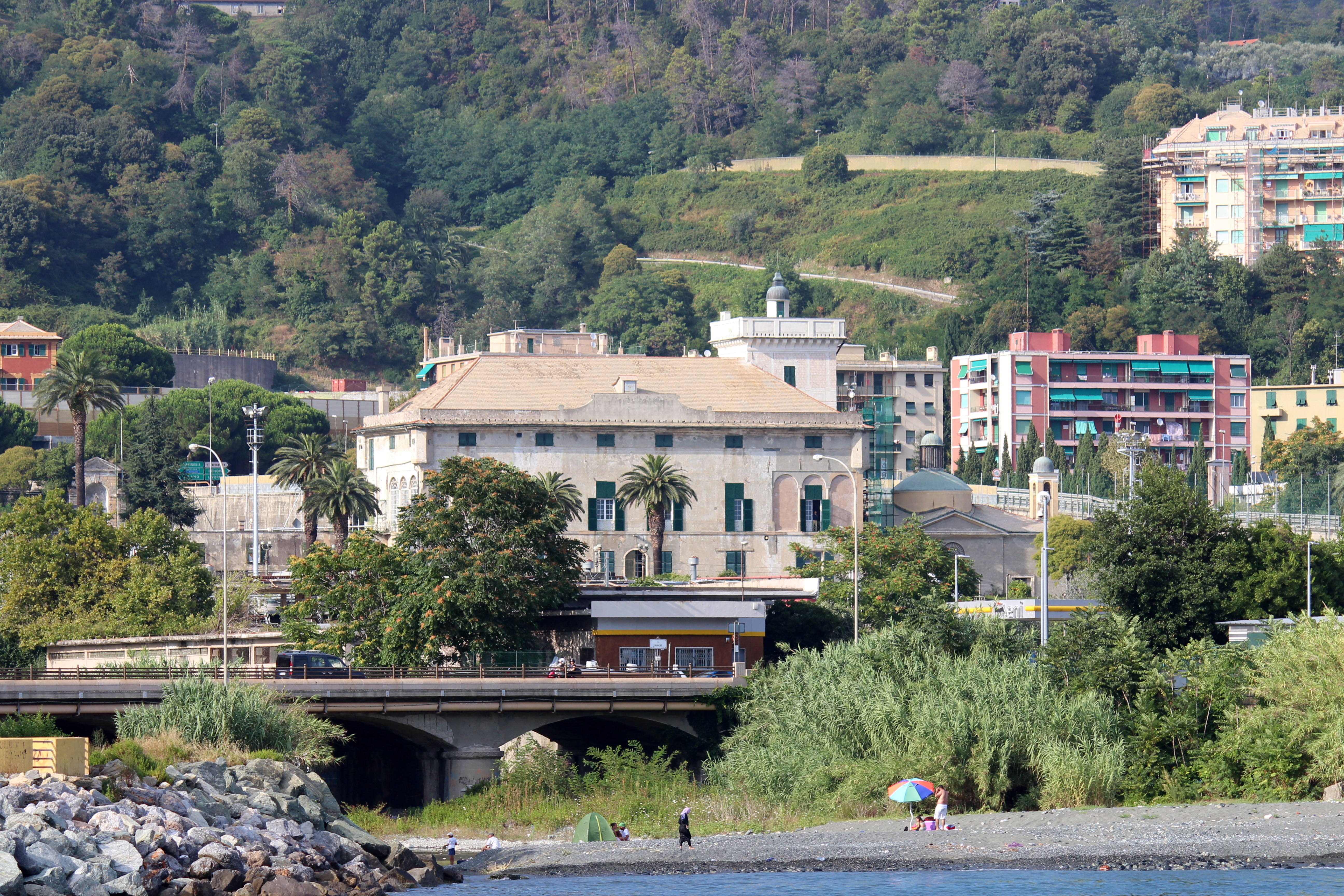
Willa Lomellini Rostan